# Football Club Casale 2020-2021
Questa voce raccoglie le informazioni riguardanti il Football Club Casale A.S.D. nelle competizioni ufficiali della stagione 2020-2021.

## Divise e sponsor
Il fornitore tecnico per la stagione 2020-2021 è Erreà, mentre lo sponsor di maglia è Energica.
| 1ª divisa | 2ª divisa |

## Rosa
| N. |                    | Ruolo | Calciatore       |
| -- | ------------------ | ----- | ---------------- |
|    | Italia (bandiera)  | P     | Giacomo Drago    |
|    | Italia (bandiera)  | P     | Lorenzo Rovei    |
|    | Italia (bandiera)  | P     | Valeriu Tarlev   |
|    | Italia (bandiera)  | D     | Samuele Bettoni  |
|    | Italia (bandiera)  | D     | Nicola Cintoi    |
|    | Italia (bandiera)  | D     | Eros Fabbri      |
|    | Italia (bandiera)  | D     | Federico Fontana |
|    | Italia (bandiera)  | D     | Simone Guida     |
|    | Marocco (bandiera) | D     | Oussama M'Hamsi  |
|    | Italia (bandiera)  | D     | Youssef Nouri    |
|    | Albania (bandiera) | C     | Ardit Mullici    |
|    | Italia (bandiera)  | C     | Claudio Poesio   |
|    | Italia (bandiera)  | C     | Simone Premoli   |

| N. |                    | Ruolo | Calciatore           |
| -- | ------------------ | ----- | -------------------- |
|    | Italia (bandiera)  | C     | Alessio Raso         |
|    | Italia (bandiera)  | C     | Federico Romeo       |
|    | Italia (bandiera)  | C     | Simone Selmi         |
|    | Italia (bandiera)  | C     | Francesco Todisco    |
|    | Italia (bandiera)  | C     | Giacomo Vecchierelli |
|    | Italia (bandiera)  | A     | Lorenzo Coccolo      |
|    | Italia (bandiera)  | A     | Nicholas Cocola      |
|    | Italia (bandiera)  | A     | Matteo Colombi       |
|    | Italia (bandiera)  | A     | Alessandro D'Antoni  |
|    | Italia (bandiera)  | A     | Riccardo Franchini   |
|    | Italia (bandiera)  | A     | Leonardo Lanza       |
|    | Francia (bandiera) | A     | Marc Lewandowski     |

## Calciomercato

### Sessione estiva(dal 01/07 al 30/10)
| Acquisti | Acquisti            | Acquisti     | Acquisti      |
| R.       | Nome                | da           | Modalità      |
| -------- | ------------------- | ------------ | ------------- |
| P        | Adams Nikoci        | Stay O'Party | fine prestito |
| D        | Andrea Alliverti    | CIT Turin    | fine prestito |
| D        | Alessandro Battista | LG Trino     | fine prestito |
| D        | Samuele Bettoni     | Pro Sesto    | svincolato    |
| D        | Eros Fabbri         | Genoa        | svincolato    |
| D        | Simone Guida        | Agropoli     | svincolato    |
| D        | Oussama M'Hamsi     | Alessandria  | svincolato    |
| D        | Youssef Nouri       | Chieri       | svincolato    |
| D        | Edoardo Sigaudo     | Bianzè       | fine prestito |
| D        | Leonardo Tambussi   | Vogherese    | fine prestito |
| D        | Alessio Tornari     | Alicese      | fine prestito |
| C        | Andrea Birolo       | LG Trino     | fine prestito |
| C        | Cesare Fiore        | Derthona     | fine prestito |
| C        | Nicolò Olearo       | Stay O'Party | fine prestito |
| C        | Davide Osellame     | Stay O'Party | fine prestito |
| C        | Lorenzo Zaia        | Pontestura   | fine prestito |
| A        | Nicholas Cocola     | Torino       | svincolato    |
| A        | Alessandro D'Antoni | Vigasio      | svincolato    |
| A        | Riccardo Franchini  | Vogherese    | svincolato    |

| Cessioni | Cessioni            | Cessioni      | Cessioni      |
| R.       | Nome                | a             | Modalità      |
| -------- | ------------------- | ------------- | ------------- |
| D        | Andrea Alliverti    | Monferrato    | prestito      |
| D        | Alessandro Battista | LG Trino      | prestito      |
| D        | Mikael Bytyci       | LG Trino      | prestito      |
| D        | Antonio Pinto       | Virtus Verona | svincolato    |
| D        | Andrea Pisanello    | Pro Vercelli  | fine prestito |
| D        | Edoardo Sigaudo     | Alicese       | prestito      |
| C        | Angelo Buglio       |               | fine carriera |
| C        | Marco Di Lernia     | Legnano       | svincolato    |
| C        | Lorenzo Zaia        | LG Trino      | prestito      |
| A        | Roberto Cappai      | Carbonia      | svincolato    |
| A        | Luca Di Renzo       | Latina        | svincolato    |
| A        | Mustafa El Khayari  | Imperia       | svincolato    |
| A        | Davide Lamesta      | Piacenza      | fine prestito |
| A        | Mirko Mazzucco      | Stay O'Party  | prestito      |

### Sessione invernale(dal 01/12 al 26/02)
| Acquisti | Acquisti         | Acquisti     | Acquisti   |
| R.       | Nome             | da           | Modalità   |
| -------- | ---------------- | ------------ | ---------- |
| P        | Giacomo Drago    | Novara       | prestito   |
| C        | Alessio Raso     | Pro Vercelli | prestito   |
| C        | Simone Selmi     |              | svincolato |
| A        | Matteo Colombi   | Fanfulla     | svincolato |
| A        | Marc Lewandowski | Asti         | svincolato |

| Cessioni | Cessioni             | Cessioni         | Cessioni   |
| R.       | Nome                 | a                | Modalità   |
| -------- | -------------------- | ---------------- | ---------- |
| P        | Lorenzo Rovei        |                  | svincolato |
| C        | Giacomo Vecchierelli | Arconatese       | prestito   |
| A        | Alessandro D'Antoni  | Folgore Caratese | svincolato |

## Risultati

### Serie D

#### Girone di andata
| Arbitro: | Arnaut (Padova) |

|  |           |                       |
|  | Marcatori | 80’ (rig.) Allegretti |

| Arbitro: | Bouabid (Prato) |

|                              |           |            |
| Cintoi 22’ (aut.) D'Orsi 37’ | Marcatori | 23’ Poesio |

| Arbitro: | Pirriatore (Bologna) |

|  |           |           |
|  | Marcatori | 32’ Sardo |

| Arbitro: | Selva (Alghero) |

|                      |           |                                    |
| Chessa 29’ Corti 41’ | Marcatori | 34’ M'Hamsi 56’ Poesio 74’ Coccolo |

| Arbitro: | Diop (Treviglio) |

|  |           |                        |
|  | Marcatori | 5’ Gaeta 90+3’ Cardore |

| Borgosesia 25 ottobre 2020, ore 14:30 CET 6ª giornata | Borgosesia    | 0 – 0 | Casale | Stadio comunale (200 spett.)\| Arbitro: \| Poli (Verona) \| |
| Arbitro:                                              | Poli (Verona) |       |        |                                                             |

| Arbitro: | Maccarini (Arezzo) |

|                    |           |           |
| Mobilio 60’ (aut.) | Marcatori | 38’ Lillo |

| Arbitro: | Gagliardini (Macerata) |

|           |           |           |
| Gueye 76’ | Marcatori | 36’ Nouri |

| Casale Monferrato 16 dicembre 2020, ore 14:30 CET 9ª giornata | Casale             | 0 – 0 | Sestri Levante | Stadio Natale Palli (0 spett.)\| Arbitro: \| D'Eusanio (Faenza) \| |
| Arbitro:                                                      | D'Eusanio (Faenza) |       |                |                                                                    |

| Arbitro: | Franzò (Siracusa) |

|                       |           |             |
| Lauria 14’ Tanasa 60’ | Marcatori | 25’ Bettoni |

| Arbitro: | Agostoni (Milano) |

|             |           |  |
| Bettoni 32’ | Marcatori |  |

| Arbitro: | Muccignato (Pordenone) |

|               |           |               |
| Banfi 2’, 63’ | Marcatori | 54’ Franchini |

| Arbitro: | Kovacevic (Arco-Riva) |

|               |           |             |
| Franchini 65’ | Marcatori | 50’ Alfiero |

| Arbitro: | Lascaro (Matera) |

|                  |           |  |
| Di Stefano 90+4’ | Marcatori |  |

| Casale Monferrato 20 gennaio 2021, ore 14:30 CET 15ª giornata | Casale          | 0 – 0 | Chieri | Stadio Natale Palli (0 spett.)\| Arbitro: \| Romei (Isernia) \| |
| Arbitro:                                                      | Romei (Isernia) |       |        |                                                                 |

| Arbitro: | Sicurello (Seregno) |

|          |           |                              |
| Lala 13’ | Marcatori | 41’, 57’ Coccolo 79’ Mullici |

| Arbitro: | Bozzetto (Bergamo) |

|               |           |             |
| Gagliardi 65’ | Marcatori | 67’ Colombi |

| Arbitro: | Boiani (Pesaro) |

|                    |           |            |
| Colombi 24’ (rig.) | Marcatori | 19’ Pavesi |

| Arbitro: | Recupero (Lecce) |

|  |           |            |
|  | Marcatori | 11’ Poesio |

#### Girone di ritorno
| Arbitro: | Romaniello (Napoli) |

|             |           |             |
| Carboni 56’ | Marcatori | 88’ Coccolo |

| Arbitro: | Selvatici (Rovigo) |

|                            |           |  |
| Coccolo 9’, 67’ Poesio 65’ | Marcatori |  |

| Arbitro: | Gasperotti (Rovereto) |

|             |           |  |
| Gonella 73’ | Marcatori |  |

| Arbitro: | Bocchini (Roma 1) |

|               |           |                              |
| Franchini 56’ | Marcatori | 40’ (rig.) Colombo 59’ Zazzi |

| Arbitro: | Gavini (Aprilia) |

|  |           |             |
|  | Marcatori | 41’ Colombi |

| Arbitro: | Gresia (Piacenza) |

|                          |           |           |
| Franchini 72’ Cintoi 85’ | Marcatori | 41’ Aloia |

| Arbitro: | Tesi (Lucca) |

|            |           |                                               |
| Ebagua 15’ | Marcatori | 44’ Colombi 45+2’ (rig.) Poesio 90+5’ Mullici |

| Arbitro: | Mihalache (Terni) |

|             |           |  |
| Colombi 54’ | Marcatori |  |

| Arbitro: | Fantozzi (Civitavecchia) |

|                                   |           |             |
| Marianelli 40’, 90+1’ Marquez 42’ | Marcatori | 23’ Bettoni |

| Arbitro: | Mori (La Spezia) |

|             |           |                   |
| Coccolo 17’ | Marcatori | 31’ (rig.) Tanasa |

| Arbitro: | Silvestri (Roma 1) |

|             |           |                   |
| Cassata 86’ | Marcatori | 59’, 90+1’ Poesio |

| Arbitro: | Bonci (Pesaro) |

|               |           |  |
| Franchini 34’ | Marcatori |  |

| Arbitro: | Foresti (Bergamo) |

|                        |           |                        |
| Simoes 35’ Alfiero 66’ | Marcatori | 39’ Poesio 86’ Colombi |

| Arbitro: | Catanzaro (Catanzaro) |

|  |           |              |
|  | Marcatori | 87’ D'Antoni |

| Arbitro: | Striamo (Salerno) |

|           |           |  |
| Mosole 9’ | Marcatori |  |

| Arbitro: | Esposito (Napoli) |

|                              |           |  |
| Colombi 2’ Poesio 87’ (rig.) | Marcatori |  |

| Arbitro: | Gambuzzi (Reggio Emilia) |

|                 |           |                            |
| Lewandowski 15’ | Marcatori | 27’ Gagliardi 54’ Convitto |

| Arbitro: | Testaì (Catania) |

|                                        |           |                             |
| Pavesi 21’ Pastore 45’ Santonocito 69’ | Marcatori | 50’ Coccolo 88’ Lewandowski |

| Arbitro: | Campagni (Firenze) |

|                               |           |                        |
| Coccolo 10’ Lewandowski 90+8’ | Marcatori | 41’ Gasparri 60’ Bingo |

## Statistiche

### Statistiche di squadra
| Competizione | Punti | In casa | In casa | In casa | In casa | In casa | In casa | In trasferta | In trasferta | In trasferta | In trasferta | In trasferta | In trasferta | Totale | Totale | Totale | Totale | Totale | Totale | D.R. |
| Competizione | Punti | G       | V       | N       | P       | Gf      | Gs      | G            | V            | N            | P            | Gf           | Gs           | G      | V      | N      | P      | Gf     | Gs     | D.R. |
| ------------ | ----- | ------- | ------- | ------- | ------- | ------- | ------- | ------------ | ------------ | ------------ | ------------ | ------------ | ------------ | ------ | ------ | ------ | ------ | ------ | ------ | ---- |
| Serie D      | 48    | 19      | 6       | 7       | 6       | 18      | 16      | 19           | 6            | 5            | 8            | 24           | 25           | 38     | 12     | 12     | 14     | 42     | 41     | +1   |

### Andamento in campionato
| Giornata  | 1  | 2  | 3  | 4  | 5  | 6  | 7  | 8  | 9  | 10 | 11 | 12 | 13 | 14 | 15 | 16 | 17 | 18 | 19 | 20 | 21 | 22 | 23 | 24 | 25 | 26 | 27 | 28 | 29 | 30 | 31 | 32 | 33 | 34 | 35 | 36 | 37 | 38 |
| --------- | -- | -- | -- | -- | -- | -- | -- | -- | -- | -- | -- | -- | -- | -- | -- | -- | -- | -- | -- | -- | -- | -- | -- | -- | -- | -- | -- | -- | -- | -- | -- | -- | -- | -- | -- | -- | -- | -- |
| Luogo     | C  | T  | C  | T  | C  | T  | C  | T  | C  | T  | C  | T  | C  | T  | C  | T  | T  | C  | T  | T  | C  | T  | C  | T  | C  | T  | C  | T  | C  | T  | C  | T  | C  | T  | C  | C  | T  | C  |
| Risultato | P  | P  | P  | V  | P  | N  | N  | N  | N  | P  | V  | P  | N  | P  | N  | V  | N  | N  | V  | N  | V  | P  | P  | V  | V  | V  | V  | P  | N  | V  | V  | N  | P  | P  | V  | P  | P  | N  |
| Posizione | 20 | 19 | 17 | 18 | 20 | 19 | 18 | 16 | 18 | 18 | 15 | 16 | 17 | 17 | 16 | 15 | 16 | 16 | 16 | 15 | 15 | 15 | 16 | 15 | 13 | 13 | 12 | 15 | 15 | 12 | 11 | 10 | 10 | 11 | 11 | 11 | 11 | 12 |

Legenda:

Luogo: C = Casa; T = Trasferta. Risultato: V = Vittoria; N = Pareggio; P = Sconfitta.